# RWE (energiebedrijf)

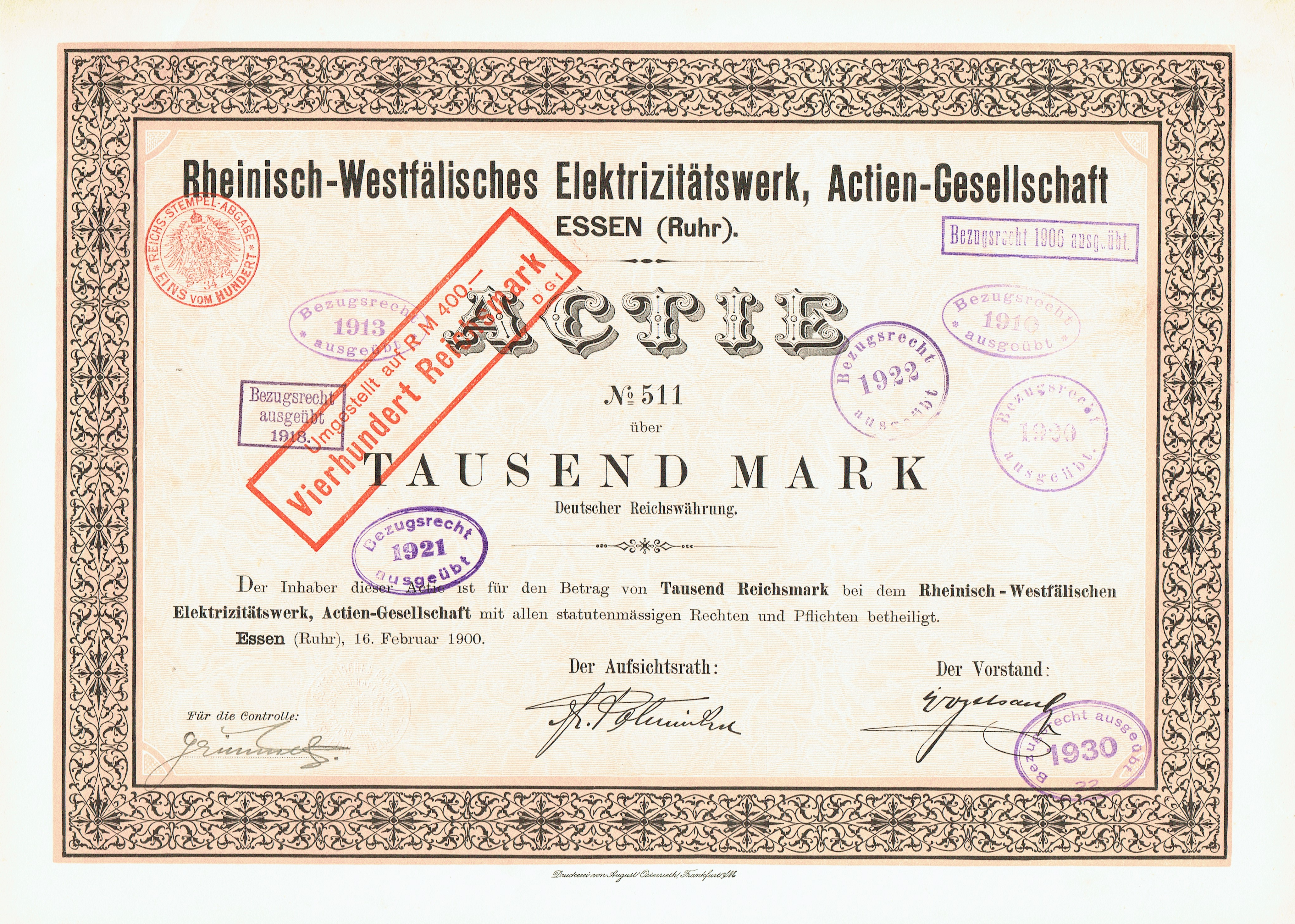
RWE aandeel (1900)

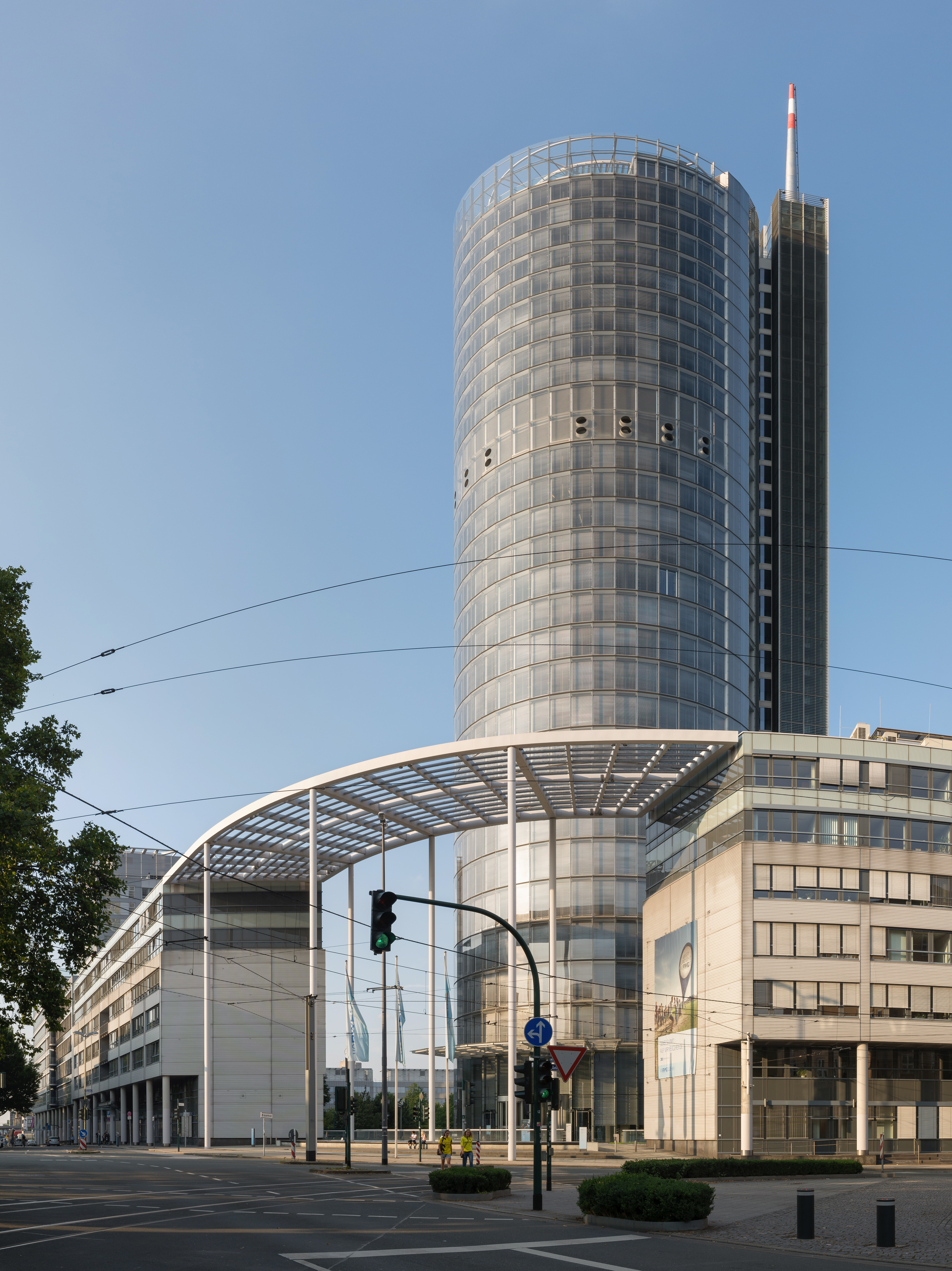
RWE toren, hoofdkantoor in Essen

RWE (tot 1990 Rheinisch-Westfälisches Elektrizitätswerk) is een van oorsprong Duits energiebedrijf. Het heeft zijn hoofdvestiging in Essen. Het produceert elektriciteit met wind, zon, aardgas, bruin- en steenkool. De productie van stroom uit kerncentrales is sterk gereduceerd door het Duitse regeringsbeleid de kernenergiecentrale te sluiten. Naast Duitsland is RWE verder internationaal actief in Engeland, Nederland, België en diverse Oost-Europese landen.
De belangrijkste aandeelhouders van RWE zijn diverse Duitse gemeenten. Dortmund heeft via KEB Holding 6% van de aandelen en Essen heeft een belang van 3% per eind 2019.
In 2016 werden diverse activiteiten afgesplitst in een nieuw bedrijf met de naam innogy. RWE, dat een meerderheidsbelang in innogy had aangehouden, verkocht in september 2019 dat belang aan E.ON.

## Geschiedenis
In 1898 werd de Rheinisch-Westfälisches Elektrizitätswerk AG (RWE) opgericht als gemeentelijk nutsbedrijf in Essen. Onder leiding van Hugo Stinnes breidde het bedrijf zich snel uit, vooral door zijn beleid om elektriciteit op te wekken uit de alom aanwezige steenkool ter plaatse. Door de betrokkenheid van lokale overheden als financiers en afzetmarkten groeide RWE in 1914 uit tot een van de grootste stroomleveranciers in het land.
Onder leiding van Arthur Koepchen werd in de jaren 1920 de belangrijke Noord-Zuidlijn gebouwd, een hoogspanningsverbinding. Overdag stroomde de elektriciteit van de waterkrachtcentrales naar het noorden en 's nachts stroomde de elektriciteit opgewekt met bruinkool naar het zuiden.
Na de opdeling van Duitsland na de Tweede Wereldoorlog werd RWE veruit het grootste energiebedrijf in de Bondsrepubliek Duitsland. Tot het einde van de 1960 waren de waterkracht- en bruinkoolcentrales de belangrijkste stroomopwekkers. Het gebruik van kernenergie begon in 1974 met de ingebruikname van de kerncentrale Biblis A. In 1990 verwierf RWE als onderdeel van een consortium een groot deel van de gehele Oost-Duitse elektriciteitsindustrie.

### Fusie met VEW
In 2000 vond de fusie plaats met Vereinigte Elektrizitätswerke Westfalen (VEW). Op 1 oktober 2000 was de fusie een feit en was een concern ontstaan met 170.000 medewerkers en een jaaromzet van 52 miljard euro.
In de daaropvolgende jaren ontwikkelde RWE zich van een nationaal energie- en waterbedrijf tot een Europees bedrijf. In 2001 werd het Engelse waterbedrijf Thames Water overgenomen. Een paar jaar later volgde een strategiewijziging, de focus kwam op de energiesector. Met de verkoop van RWE Umwelt aan Remondis in september 2004 nam RWE afscheid van de afvalverwerkingsactiviteiten. Thames Water werd in december 2006 verkocht en American Water ging in april 2008 naar de beurs.
In 2011 verkocht RWE 74,9% van netbeheerder Amprion aan investeringsmaatschappij Commerz Real. RWE blijft de overige 25,1% van Amprion aanhouden. In december 2024 heeft RWE het minderheidsbelang in Amprion in de verkoop gezet.
RWE had een eigen olie- en gasopsporings- en winbedrijf, genaamd RWE DEA. In maart 2014 maakte RWE de verkoop hiervan bekend. De koper was investeringsbedrijf LetterOne Group, dat in handen is van Michaïl Fridman, die er 5,1 miljard euro voor betaalde. Fridman was rijk geworden door de verkoop van zijn belang in de Russische oliemaatschappij Tyumenskaya Neftyanaya Kompaniya (TNK-BP) (Tyumen Oil Company) aan Rosneft. RWE ging met de opbrengst schulden aflossen. Begin 2015 werd de transactie afgerond onder de voorwaarde dat LetterOne de activiteiten op het Britse deel van de Noordzee zou afstoten. Later in dat jaar zijn de Britse belangen verkocht aan INEOS.

### Opsplitsing
Eind 2015 maakte RWE plannen bekend het bedrijf te gaan splitsen. In een nieuw onderdeel met de naam innogy, werden de activiteiten voor duurzame energie, de stroomnetwerken en de verkoop aan consumenten ondergebracht. Van innogy werd in oktober 2016 zo’n 23% van de aandelen naar de beurs gebracht. De andere activiteiten zoals de energieopwekking uit fossiele brandstoffen en kernenergie en de groothandel bleven achter bij RWE evenals zo'n 20.000 medewerkers. Energiebedrijf E.ON nam een jaar eerder een vergelijkbaar besluit.
In maart 2018 maakten RWE en E.ON bekend activiteiten te gaan uitwisselen. E.ON nam de aandelen innogy over en in ruil gingen de duurzame energie-activiteiten van E.ON over naar RWE. RWE kreeg verder een aandelenbelang in E.ON van bijna 17% en nam nog enkele andere belangen over. Om het verschil in waarde te compenseren, betaalde RWE nog 1,5 miljard euro aan E.ON. De transactie ging in met terugwerkende kracht per 1 januari 2018. Op 17 september 2019 keurde de Europese Commissie de afspraken goed.
Op 19 september 2019 droeg RWE de aandelen innogy over aan E.ON. Op 1 oktober 2019 gingen de duurzame energie activiteiten van E.ON naar RWE. Dit betrof de wind- en zonneparken en opslagfaciliteiten. E.ON heeft zo'n 6800 megawatt (MW) aan capaciteit in bestaande parken en projecten overgedragen en verder gaan zo'n 1500 medewerkers over naar RWE.

## Activiteiten
Na de splitsing en de uitruil van activiteiten met E.On is RWE hoofdzakelijk een elektriciteitsproductie bedrijf.
In 2023 produceerde RWE in totaal 130 terawattuur (TWh) aan elektriciteit. Het aandeel van elektriciteit uit schone bronnen, als bijvoorbeeld windenergie, was 35%. Verder kwam 33% van de elektriciteit uit aardgas gestookte centrales, 26% uit centrales met bruinkool als brandstof en 3% uit steenkool gestookte centrales. Een heel klein deel komt nog uit kerncentrales. In april 2023 werd de laatste Duitse kerncentrale gesloten en alleen resteert nog een 30% belang in de kerncentrale Borssele. De totale capaciteit van het opgestelde vermogen van RWE was ruim 44,4 gigawatt (GW) per eind 2023, waarvan twee vijfde hernieuwbare energie.

### CO2

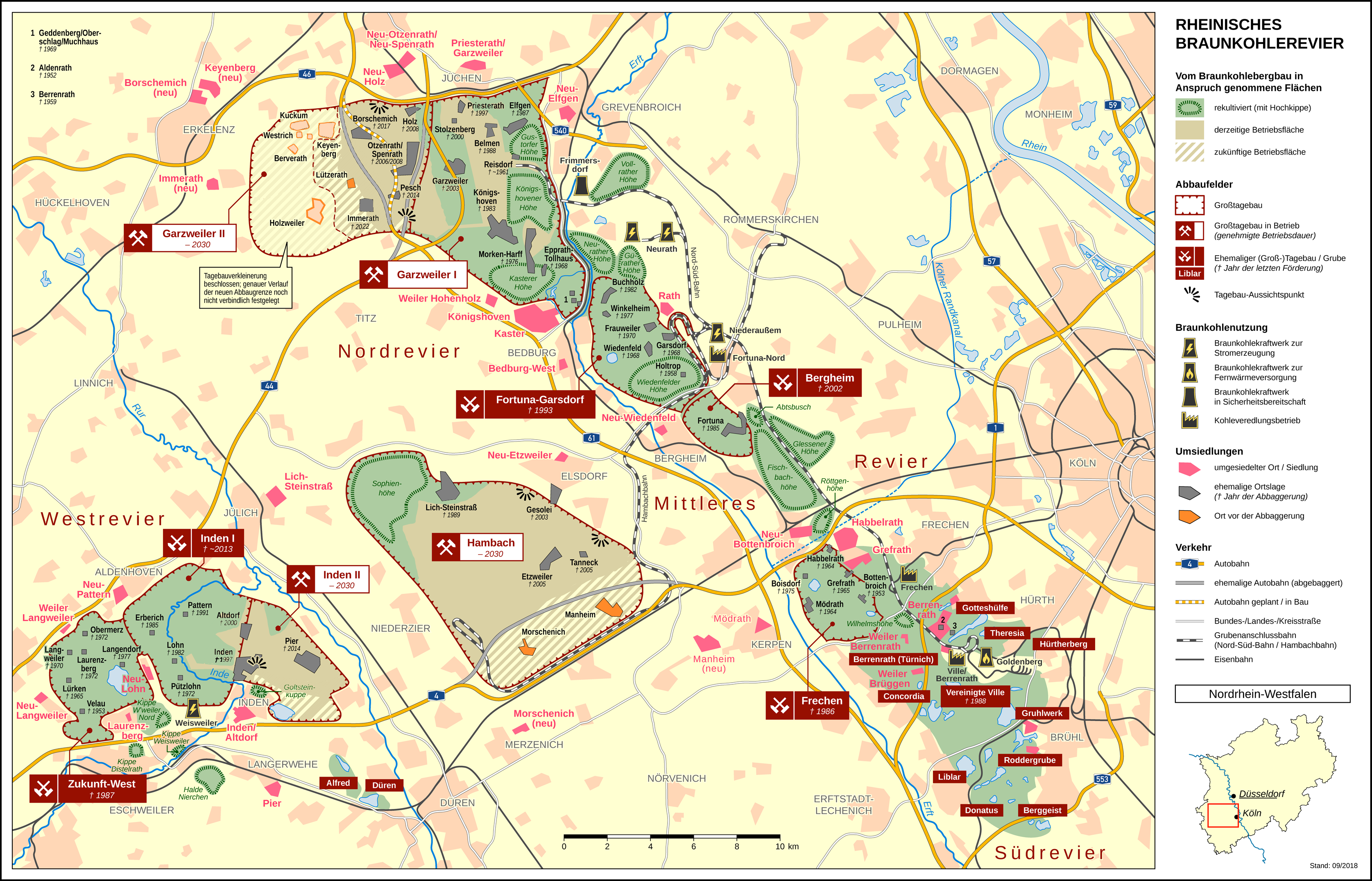
Bruinkoolvelden in Noordrijn-Westfalen

Vanwege het hoge aandeel van bruin- en steenkool in de totale elektriciteitsproductie behoort RWE tot de grootste uitstoters van koolstofdioxide in Europa. In 2023 was de totale uitstoot 61 miljoen ton CO2 (2010: 165 miljoen ton). De onderneming erkent het probleem van de hoge CO2 uitstoot en heeft fors geïnvesteerd in de capaciteit van hernieuwbare energie. Verder zijn veel centrales met steenkool als brandstof gesloten, de enige kolencentrales van RWE staan in Nederland. Het effect is zichtbaar, in 2009 was de uitstoot van koolstofdioxide 0,8 ton per MWh in 2009 en in 2020 was de uitstoot gedaald tot 0,47 ton per MWh. In 2021 steeg de uitstoot naar 81 miljoen ton CO2 voornamelijk als een gevolg van hogere productie bij de bruinkoolcentrales. Dit was noodzakelijk vanwege de verminderde aanvoer van aardgas uit Rusland.
De sluiting van de bruinkoolcentrales is in voorbereiding. In 2022 kwamen RWE en de Duitse regering overeen dat deze centrales in 2030 worden gesloten. Voor dit akkoord stond de sluiting gepland in 2038.

### Resultaten
In 2013 leed RWE voor het eerst in zestig jaar verlies. Door een eenmalige afschrijvingen van 4,8 miljard euro op de elektriciteitscentrales, waarvan anderhalve miljard euro in de Benelux, kwam het verlies uit op 2 miljard euro. Exclusief deze afschrijvingen was er sprake van een winst van 2,3 miljard euro. Voor het jaar 2017 heeft RWE de cijfers herzien (h) in verband met de voorgenomen transactie met E.ON. De omzet en het aantal medewerkers is fors lager uitgevallen door de bedrijfsonderdelen die verkocht gaan worden niet meer op te nemen. In 2019 werd de winst sterk beïnvloed door de verkoop van de activiteiten, zoals innogy aan E.ON. Dit leverde een eenmalige bate op van 8,3 miljard euro.
| Jaar    | Omzet       | Bedrijfs- resultaat | Netto- resultaat | Beurswaarde (× miljard) | Aantal werknemers | CO2 uitstoot (× miljoen ton) |
| Jaar    | (× miljoen) | (× miljoen)         | (× miljoen)      | Beurswaarde (× miljard) | Aantal werknemers | CO2 uitstoot (× miljoen ton) |
| ------- | ----------- | ------------------- | ---------------- | ----------------------- | ----------------- | ---------------------------- |
| 2010    | € 53.320    | € 7681              | € 3308           | € 28,0                  | 70.856            | 164,9                        |
| 2011    | € 51.686    | € 5814              | € 1806           | € 16,6                  | 72.068            | 161,9                        |
| 2012    | € 53.227    | € 6416              | € 1306           | € 19,1                  | 70.208            | 179,8                        |
| 2013    | € 52.245    | € 5369              | € −2016          | € 16,2                  | 64.896            | 163,9                        |
| 2014    | € 48.468    | € 4017              | € 1705           | € 15,5                  | 59.784            | 155,2                        |
| 2015    | € 48.599    | € 3837              | € −170           | € 7,1                   | 59.762            | 150,8                        |
| 2016    | € 45.833    | € 3082              | € −5710          | € 7,1                   | 55.652            | 148,3                        |
| 2017    | € 44.585    | € 3646              | € 1900           | € 10,3                  | 59.547            | 132,4                        |
| 2017(h) | € 13.822    |                     | € 1900           | € 10,3                  | 19.106            | 131,8                        |
| 2018    | € 17.748    |                     | € 335            | € 11,7                  | 17.748            | 118,0                        |
| 2019    | € 13.227    |                     | € 8498           | € 16,8                  | 19.792            | 88,1                         |
| 2020    | € 13.896    |                     | € 995            | € 23,4                  | 19.498            | 68,9                         |
| 2021    | € 24.526    |                     | € 721            | € 24,2                  | 18.246            | 80,9                         |
| 2022    | € 38.366    |                     | € 2717           | € 28,1                  | 18.310            | 83,0                         |
| 2023    | € 28.566    |                     | € 1450           | € 30,6                  | 20.135            | 60,6                         |

## RWE in Nederland
RWE trad toe tot de Nederlandse markt door overname van de energiebedrijven Obragas medio 2002 en Haarlemmermeergas en de oprichting van RWE Energy Nederland (REN). In juni 2007 werden de twee netbeheerders, Obragas Net en Haarlemmermeer Net afgesplitst en verkocht aan de Brabantse netwerkbeheerder NRE (Nutsbedrijven Regio Eindhoven). Het overgebleven leveringsbedrijf levert gas en/of elektriciteit aan ongeveer 350.000 particuliere en 30.000 zakelijke klanten.

### Overname van Essent
In 2009 werd Essent overgenomen door RWE, waardoor EPZ – en daarmee ook de kerncentrale van Borssele – voor de helft in buitenlandse handen zou komen. De aandelen in het netwerkbedrijf van Essent, Enexis, en het milieubedrijf, Essent Milieu, bleven in handen van de gemeentelijke en provinciale aandeelhouders.
Vrijwel alle aandeelhouders van Essent waren voorstander van de privatisering, die provincies en gemeenten vele miljarden zou opleveren (hoewel zij daarna geen dividenden over de winsten meer zouden ontvangen). Aandeelhouder DELTA tekende echter bezwaar aan tegen de privatisering van het bedrijf, wat in strijd was met de statuten van EPZ. Na een jarenlange juridische strijd kwamen DELTA en RWE op 16 mei 2011 overeen dat 20% van de aandelen Essent aan Delta energy zou worden overgedragen, die daarmee 70% in handen kreeg, terwijl 30% eigendom van RWE werd. In ruil daarvoor mocht RWE samen met Delta deelnemen aan plannen voor een eventuele tweede kernreactor in Borssele. De verkoop van Essent leverde ruim 900 miljoen euro minder op dan de eerder overeengekomen 9,3 miljard euro. De overdracht werd definitief op 30 september 2011.
Van 30 september 2009 tot 2016 maakte Essent onderdeel uit van RWE. Met ingang van 2016 werd Essent onderdeel van de internationale groep innogy, waarin RWE een meerderheidsbelang van 77% had. Per september 2019 werden de aandelen verkocht aan E.ON. Samen met de 13% die E.ON eerder al had verworven hield zij vanaf dan 90% van de aandelen innogy. In juni 2020 had E.ON alle aandelen innogy in bezit. Daarmee werd Essent een volle dochter van E.ON.

### Eemshaven

#### LNG
Essent, Vopak en Gasunie deden een onderzoek naar de haalbaarheid van een LNG-terminal in de Groningse Eemshaven. RWE kreeg, na de overname van Essent, een belang van 50% in de terminal en de twee partners elk 25%. Volgens de plannen zou de terminal twee LNG opslagtanks krijgen van elk 180.000 m³ waarmee jaarlijks 10 tot 12 miljard m³ aardgas kan worden geproduceerd. In 2010 werd echter duidelijk dat dit project financieel niet haalbaar was en de plannen zijn geschrapt.

#### Kolencentrale
RWE opende zomer 2015 een nieuwe kolencentrale, met een capaciteit van 1600 MW en met mogelijkheden voor CO2-afvang in de Eemshaven. Deze locatie is gunstig vanwege de haven die de aanvoer van steenkool met grote zeeschepen mogelijk maakt, de aanwezigheid van voldoende koelwater waardoor geen koeltorens nodig zijn en de directe aanwezigheid van lege aardgasvelden in het noorden van Nederland voor de - eventuele - opslag van CO2. Het rendement van de kolencentrale bedraagt ongeveer 46%, wat ongeveer 10%-punten beter is dan het Europese gemiddelde van bestaande kolencentrales. De centrale heeft ook een installatie die stroom uit biomassa kan produceren; deze heeft een vermogen van 160 MW.
Op 19 juni 2012 heeft RWE, wederom, een Natuurbeschermingswetvergunning gekregen van de provincies Groningen, Friesland en Drenthe en het ministerie van Economische Zaken, Landbouw en Innovatie, nadat een eerdere vergunning door de Raad van State was vernietigd. Het energiebedrijf heeft de effecten op de natuur beter inzichtelijk gemaakt en extra natuurmaatregelen genomen. Daarmee voldoet RWE aan de voorwaarden voor deze laatste vergunning voor de energiecentrale in de Eemshaven.
Begin maart 2015 vestigden de Waddenvereniging met Greenpeace en Natuur en Milieu wederom de aandacht op de voortgaande lozingen van kwik. Volgens de vergunningen mocht de centrale jaarlijks tot 96 kilo kwik in de lucht lozen. De overheid erkende wel, dat er een milieuprobleem was, maar aangezien de lozing slechts voor 2% bijdroeg aan de totale belasting van het oppervlaktewater door kwik, weigerden staatssecretaris Wilma Mansveld (Milieu) en de provincie Groningen de vergunning voor RWE aan te passen.
In juni 2017 kondigde de directie van de centrale aan, dat in de volgende jaren het aandeel biomassa in de brandstof van de centrale stapsgewijze zal worden opgevoerd en dat van steenkool afgebouwd. Als de financiering rondkomt, kan de centrale over tien jaar volledig draaien op biomassa. In 2020 werd 15% van de elektriciteit met de inzet van biomassa geproduceerd.
In 2019 heeft het Nederlandse parlement een wet aangenomen die stroomopwekking via verbranding van steenkool vanaf het jaar 2030 verbiedt. Dit is een van de maatregelen om de landelijke uitstoot van CO2 met 49% te verlagen in 2030. De RWE centrale moet dus voor jaareind 2030 sluiten, ver voor het einde van de economische levensduur waardoor RWE een schade lijdt van 1,4 miljard euro. De Nederlandse staat is aangeklaagd om deze schade te vergoeden.
Per 30 september 2022 verkocht Vattenfall de Magnum energiecentrale aan RWE. RWE betaalt hiervoor zo'n 500 miljoen euro. NUON startte in 2008 met de bouw van een gasgestookte centrale en medio 2013 werd de centrale officieel in gebruik genomen. Deze centrale heeft een opgesteld vermogen van 1400 MW.

### Gascentrales
Per ultimo 2011 nam RWE twee nieuwe gascentrales, de Clauscentrale-C in Maasbracht en de Moerdijk 2, in gebruik. De totale investering in deze twee centrales was 1,5 miljard euro. In 2014 kwamen nog twee eenheden in de Eemshaven in gebruik. Tegen het einde van 2015 werd eenheid 8 van de Amercentrale gesloten en in 2018 volgde de Claus A centrale. Na 2015 werden de resultaten van deze regio niet meer apart in het jaarverslag opgenomen.

### Rechtszaken in Nederland
In 2021 eiste RWE van Nederland een compensatie vanwege de eind 2019 aangenomen wet die met het oog op de klimaatdoelstellingen van het land het gebruik van kolen bij de opwekking van elektriciteit verbiedt vanaf 2030. Dit deed het bedrijf op grond van het Energiehandvestverdrag dat energieondernemingen het recht verleent overheden aan te klagen wanneer zij ten gevolge van gewijzigd beleid gedane investeringen niet kunnen waarmaken.
Op 30 november 2022 besliste de rechtbank in Den Haag dat de Nederlandse staat energiebedrijven als RWE niet hoeft te compenseren voor de toekomstige sluiting van hun kolencentrales. Volgens de rechter vormt de wet uit 2019 weliswaar een inbreuk op het eigendomsrecht, maar is deze inbreuk "niet onrechtmatig". De energiebedrijven waren genoeg op de hoogte gesteld en er was een overgangsperiode, waardoor ze met hun opbrengsten van de centrales de schade konden beperken.